# Damora wedekindi
Damora wedekindi är en fjärilsart som beskrevs av Felix Bryk 1940. Damora wedekindi ingår i släktet Damora och familjen praktfjärilar. Inga underarter finns listade i Catalogue of Life.